# 于革胜
于革胜（1956年12月—），湖北天门人。1976年9月加入中国共产党。中南财经大学商经系商经专业毕业，中南财经政法大学财政与公共管理学院财政学专业在职研究生学历，经济学硕士。
历任财政部副处长、处长、副局级秘书、工业交通司司长，宁夏回族自治区人民政府主席助理、副主席、党委常委、党委秘书长、党委副书记等职。2011年8月，任全国社会保障基金理事会副理事长。2017年4月，不再担任全国社会保障基金理事会副理事长。2018年1月，当选第十三届全国政协委员。